# 귓바퀴 앞 굴 및 낭종
귓바퀴 앞 굴(귓바퀴 앞 窟, preauricular sinus)과 귓바퀴 앞 낭종(귓바퀴 앞 囊腫, preauricular cysts) 이 둘은 흔하게 발생하는 선천성 장애로 바깥귀에 나타난다. 이 둘의 차이는 낭종은 피부와 이어져 있지 않지만, 굴은 이어져 있다는 것이다. 귓바퀴 앞 굴의 발생빈도는 미국에서는 0.1~0.9%, 영국에서는 0.9%, 그리고 아시아와 아프리카 일부에서는 4~10% 정도로 나타난다.
귓바퀴 앞 굴은 유전되는 특징이며, 양쪽 귀 옆에 흔히 나타난다. 귓바퀴 앞 굴은 눈에 보이지 않는 다른 신체적 결함과 관련을 가질 수 있다. (예: 아가미-귀-콩팥 증후군)

## 발현

### 합병증
때때로 귓바퀴 앞 굴 또는 낭종에 감염이 생길 수 있지만, 대부분의 귓바퀴 앞 굴은 별다른 증상을 보이지 않으며, 너무 자주 감염되지 않는 한 치료하지 않은 채로 둔다. 귓바퀴 앞 굴은 외과적으로 절제할 수 있지만 재발의 위험성이 높게 나타난다.

## 원인
귓바퀴 앞 굴과 낭종은 첫 번째와 두 번째 아가미굽이 발달 결함으로 인해 발생한다. 귓바퀴 앞 굴을 포함해서 여러 귀 기형들은 때때로 신장 기형과 관련을 가진다. 드물게 아가미-귀-콩팥증후군과 같은 유전 질환에서 귓바퀴 앞 굴과 같은 귀 옆 구멍들이 나타나기도 하지만 이 경우 항상 다른 건강상 문제와 동시에 나타난다.

## 치료
치료 과정은 일반적으로 다음의 경우가 포함된다.
- 외과적 절제는 반복되는 누공 감염의 경우에 지시되며,[13] 감염이 크게 치유 된 후에 하는 것이 바람직하다. 감염이 지속되는 경우 절제 수술 중 감염 배액을 시행한다. 수술은 일반적으로 알맞은 과목의 전문의(예: 이비인후과 전문의) 또는 일반 외과 전문의와 같이 적절히 수련 된 전문 외과의가 수행한다.
- 누공은 감염이 나타나지 않더라도 미용 목적으로 절제할 수 있으며, 이 절차는 관련한 합병증이 없는 경우 정규수술로 여겨진다.

## 같이 보기
- 아가미 틈새 낭종
- 갑상혀 낭종
- 라키에비치 시블리 증후군
- 피부 증상 목록